# 佐久小諸ジャンクション
佐久小諸ジャンクション（さくこもろジャンクション）は、長野県小諸市にある上信越自動車道及び中部横断自動車道のジャンクションである。敷地のごく一部は佐久市にかかっている。
建設中の仮称は、佐久ジャンクション（さくジャンクション）であった（名称決定の経緯については後述する）。

## 接続する路線
- E18 上信越自動車道（7-1番）
- E52 中部横断自動車道

## 歴史
- 2009年（平成21年）8月5日 : 名称をめぐり、佐久地方11市町村長による「中部横断道ジャンクション名称検討懇談会」を設置（佐久市側 : 佐久JCT、小諸市側 : 小諸佐久JCTを主張）
- 2009年（平成21年）9月8日 : 「佐久小諸JCT」をジャンクション名称として要望することを合意
- 2010年（平成22年）11月14日 : 完成目前記念イベントとして、佐久北IC-佐久小諸JCT間を歩くイベント「ハイウェイウォークこもろ」を開催
- 2011年（平成23年）3月26日 : 中部横断自動車道 佐久南IC-佐久小諸JCT間開通に伴い供用開始

## 隣
E18 上信越自動車道
(7) 佐久IC - (7-1) 佐久小諸JCT - (8) 小諸IC
E52 中部横断自動車道
佐久北IC - 小諸御影TB - (7-1) 佐久小諸JCT

## 名称問題
2009年（平成21年）8月5日の検討懇談会にて、佐久市側は、「仮称は佐久JCTであることに加えて、高速自動車国道の路線を指定する政令に於いて中部横断自動車道の終点が佐久市であることが明記されている、佐久地方の総称であるため『佐久JCT』が望ましい」と主張、小諸市側は「所在地の約98%が小諸市内であるが、佐久JCTを仮称としてきた経過もあるため、『小諸佐久JCT』としたい」と主張した。
2009年（平成21年）9月8日には、検討懇談会に於いて座長を務める南佐久郡川上村の藤原忠彦村長が調停に入り、「佐久小諸JCT」を管理するNEXCO東日本に要望することで合意した。なお、「佐久小諸JCT」とする場合、佐久市側は両市にまたがって建設された「(仮称)国道141号IC」の名称を「佐久北IC」、小諸市側はJCTに隣接し市内に建設された本線料金所の名称を「小諸御影料金所」とすることを要望。双方の要望を取り入れることで、合意された。
佐久市と小諸市を巡っては、1997年（平成9年）にも、長野新幹線（当時、現：北陸新幹線）佐久平駅の名称検討の際にも対立しているが、この際は当時の長野県知事であった吉村午良が調停に入り、「（仮称）佐久駅」が「佐久平駅」となった。